# Zachmurzenie
Zachmurzenie – stopień pokrycia nieba przez chmury. Do jego określania stosuje się skalę oktantową od 0 do 8 (9/8 oznacza całkowicie niewidoczne niebo, 8 oznacza pełne zachmurzenia, a 0 – brak). Przy podawaniu stopnia zachmurzenia podaje się także rodzaj i gatunek chmur.
Większe zachmurzenie występuje zwykle nad oceanami niż nad lądami (wyjątkiem jest strefa równikowa).

## Sposoby pomiaru zachmurzenia
Stosuje się sposoby pomiaru zachmurzenia:
- bez przyrządów; oktantowa 0-8, dekanowa 0-10[2]
- z pomocą przyrządów: nefoskop, nefometr

## Skala zachmurzenia
| Symbol | Skala zachmurzenia | Angielski opis   | Polski opis                   | Przykład |
| ------ | ------------------ | ---------------- | ----------------------------- | -------- |
|        | 0/8                | cloudless        | bezchmurnie                   |          |
|        | 1/8                | sunny            | prawie bezchmurnie            |          |
|        | 2/8                | scattered clouds | mało chmur                    |          |
|        | 3/8                | slightly cloudy  | zachmurzenie małe             |          |
|        | 4/8                | partly cloudy    | zachmurzenie umiarkowane      |          |
|        | 5/8                | cloudy           | pochmurnie                    |          |
|        | 6/8                | mostly cloudy    | zachmurzenie duże             |          |
|        | 7/8                | nearly overcast  | zachmurzenie prawie całkowite |          |
|        | 8/8                | overcast         | zachmurzenie całkowite        |          |
|        | 9/8                | sky obscured     | niebo niewidoczne             |          |